# Варошки манастир
Варошкият манастир „Свети Архангел Михаил“ (наричан и „Свети Арангел“) е православен манастир, разположен край прилепския квартал (някога село) Варош в Северна Македония. Манастирът е част от Преспанско-Пелагонийската епархия.

## Местоположение
Манастирът се намира в подножието на средновековната крепост Маркови кули, прилепен към нейните гранитни стени. Разстоянието от селото Варош е било около 15 минути.

## История
За създаването на манастира няма писмени сведения. Допуска се, че в стари времена е имало калугерска обител, защитена зад мъчнодостъпните канари, и че тя може да е била дори от преди славянското заселване.
Според местни предания, манастирът е построен от кралете Вълкашин и Марко през XIV век. През по-голямата част от съществуването си той е подчинен на Охридската архиепископия. След нейното закриване манастирът запада и в началото на XIX век напълно запустява. На 28 април 1861 година е възобновен и отново осветен от митрополит Венедикт Византийски. През същата година при изкопни работи за възстановяването на манастира в района на църквата е открит Варошкият надпис – старобългарски епиграфски паметник от 996 година.
Манастирската църква е малка, във византийски стил, и е била поправена в 1858 година, при което е заличено останалото от по-старо време. В трем пред черковната врата в западната стена е останала част от стара живопис в естествена височина; от дясната страна е изобразен около 30-годишен мъж с царска корона и мантия, около главата има венец на светия, в дясната ръка държи кръст. От двете страни на главата има надпис: Вь Ха Ба верень Краль Марко. Друг образ – на старец, без надпис, има на северната врата. Народното  предание е, че Крали Марко е построил манастира.
Изпод една скала в двора на манастира изтича вода, почитана от народа като лековита.